# Brachyramphus
Brachyramphus ist eine Gattung aus der Familie der Alkenvögel, zu der drei rezente Arten zählen. Bis 1996 wurden nur zwei rezente Arten zu der Gattung gezählt. Der heute als eigenständige Art anerkannte Kamtschatkamarmelalk galt bis zu diesem Zeitpunkt als eine Unterart des Marmelalks. Befunde anhand von mtDNA und Allozymen zeigten jedoch, dass der Marmelalk näher mit dem Kurzschnabelalk verwandt ist und der Kamtschatkamarmelalk eine Schwesterart der beiden ist. Alle drei Arten sind aber sehr nah verwandt, die Aufspaltung in verschiedene Arten erfolgte innerhalb der letzten zwei bis drei Millionen Jahre.
Alle drei rezenten Arten weisen ein für Alkenvögel ungewöhnliches Verhalten auf. Sie brüten in der Regel einzeln und ihre Niststandorte finden sich häufig weit von der Küste entfernt.

## Erscheinungsbild
Alle drei Arten erreichen eine Körperlänge von etwa 25 Zentimetern. Sie gehören damit zu den sehr kleinen Alkenvögeln. Von anderen Alkenvögeln unterscheiden sie sich durch ihre geringe Körpergröße, den verhältnismäßig schlanken Körperbau und die verhältnismäßig langen, spitz zulaufenden Flügel. Sie haben ausgesprochen kurze Beine, die sehr weit hinten am Körper ansetzen. Deswegen bewegen sich Kurzschnabelalke an Land nur sehr ungeschickt fort. Schwimmende Tiere tragen ihren Kopf schräg nach oben gerichtet, der Schwanz ragt weit aus dem Wasser und ist ebenfalls nach oben gerichtet.
Das Federkleid der drei Arten ähnelt sich sehr stark. Im Prachtkleid ist das gesamte Körpergefieder auf weißer Grundfarbe unregelmäßig dunkel schokoladenbraun gefleckt. Im Schlichtkleid ist das Gefieder ausschließlich schwarz und weiß, so dass es an das Gefieder einer Trottellumme erinnert.
Der Schnabel ist bei allen drei Arten schwarz, kurz und spitz zulaufend. Die größte Schnabellänge weist der Kamtschatkamarmelalk auf. Der Kurzschnabelalk weist den kürzesten Schnabel der drei Arten auf. Er ist insgesamt etwas stärker gekrümmt und wirkt durch die nach vorne gerichteten Federn noch kleiner als er tatsächlich ist.

## Verbreitungsgebiet
Alle drei rezenten Arten sind auf den Nordpazifik begrenzt.
Die nordamerikanischen Marmelalke brüten an der Westküste Nordamerikas vom Süden Kaliforniens über Oregon, Washington, British Columbia und den Westküsten von Vancouver Island bis zum Südosten Alaska, ferner auch im Westen der Aleuten. Voraussetzung ist allerdings immer ein extensiver Bestand an alten Bäumen, weswegen die Bestände in Kalifornien, Oregon und Washington klein und fragmentiert sind, weil diese Voraussetzungen nicht mehr gegeben sind.

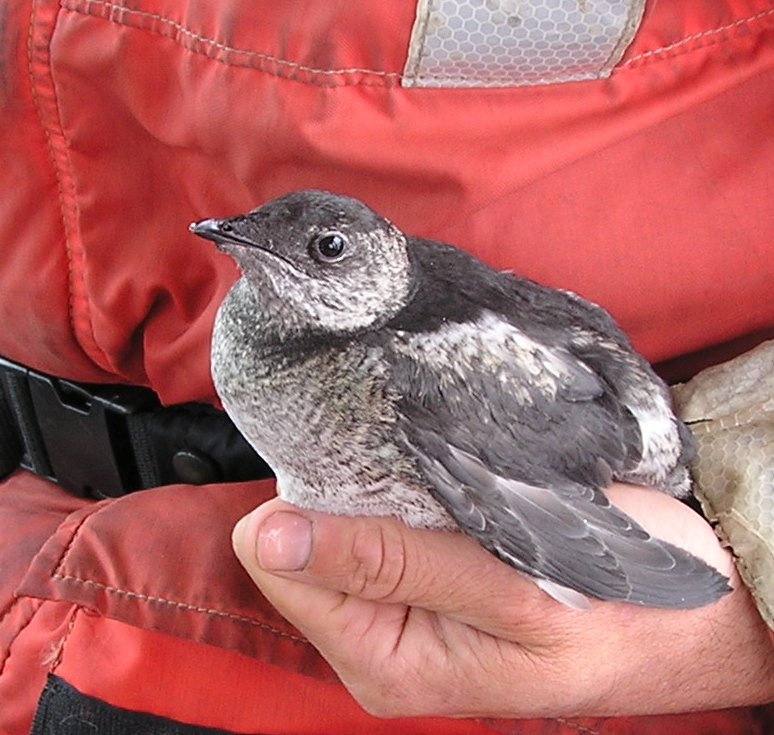
Kurzschnabelalk

Das nordamerikanische Verbreitungsgebiet des Kurzschnabelalks reicht von der LeConte Bay im Südosten Alaskas über den Prince William Sound, die Kenai-Halbinsel, die Kodiak-Insel und Afognak Island bis vereinzelt in die Beringstraße und zu den Aleuten. Kurzschnabelalke, die an der Küste der Beringstraße brüten, müssen nach der Brutzeit südwärts ziehen, da diese Gewässer zufrieren. Ansonsten sind jedoch nur wenige südwärts gerichtete Zugbewegungen von nordamerikanischen Vögeln festzustellen. Einzelne Irrgäste wurden jedoch bis in den Süden von British Columbia und zu den Küsten der US-amerikanischen Bundesstaaten Washington und Kalifornien beobachtet.
In Sibirien kommt der Kurzschnabelalk vor allem im Norden des Ochotskischen Meers vor. Brutvögel finden sich jedoch auch an den Küsten der Tschuktschen-Halbinsel und auf Karaginski. Gelegentlich werden Kurzschnabelalken jedoch auch deutlich weiter im Süden, beispielsweise auf den Kurilen sowie auf Hokkaidō beobachtet. Auch deutlich weiter nördlich wurden Kurzschnabelalken beobachtet. Es ist möglich, dass die Art auch auf der Wrangelinsel brütet.
Das Brutgebiet des Kamtschatkamarmelalkes erstreckt sich entlang der Küsten des Ochotskischen Meeres, der Kamtschatka-Halbinsel und Sachalin bis nach Hokkaidō, wo diese Art vereinzelt brütet. Während des Winterhalbjahres ziehen die nördlicheren Brutvögel nach Süden, um dem Meereis auszuweichen.
Ähnlich wie der Kurzschnabelalk werden Kamtschatkamarmelalke häufiger weit außerhalb ihres Verbreitungsgebietes beobachtet. Gesicherte Beobachtungen gibt es für beide Arten in Nordamerika unter anderem aus Florida, Pennsylvania, New Jersey, New York, Massachusetts und Neufundland. Bei dem im Dezember 1997 in einem Fischnetz im Zürichsee aufgefundenen Individuum handelt es sich vermutlich um einen Kamtschatkamarmelalk. Ein zweites, lebendes Individuum des Kamtschatkamarmelalkes tauchte zu Beginn des Novembers 2006 in Devon, England auf und wurde für mehrere Tage beobachtet.

## Fortpflanzung

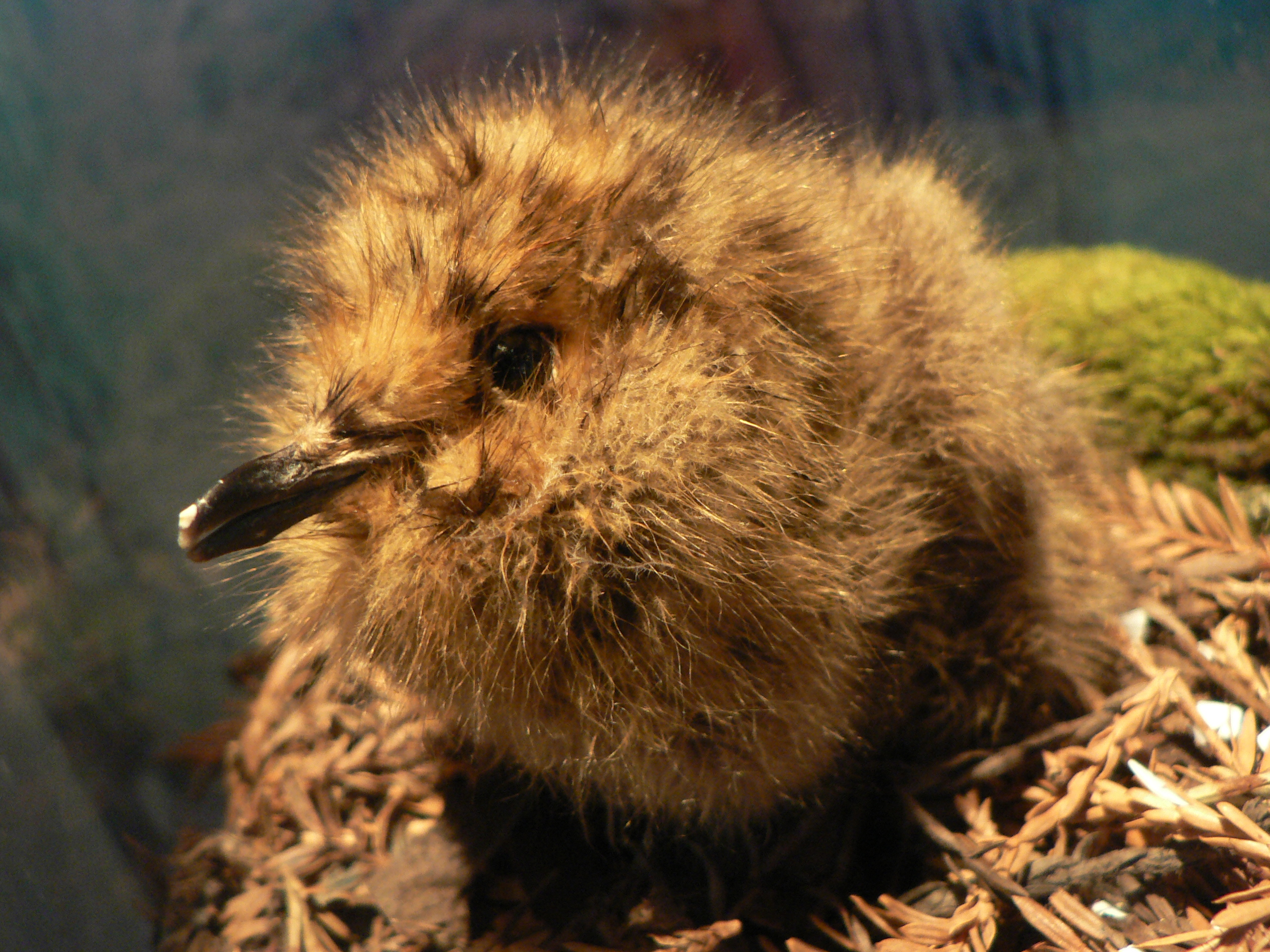
Küken des Marmelalkes (ausgestopftes Präparat)

Keine der drei Arten der Gattung Brachyramphus brütet in Kolonien, was innerhalb der Alkenvögel ein eher ungewöhnliches Brutverhalten ist. Ihre Niststandorte finden sich zum Teil sehr weit im Inland. Der Kurzschnabelalk ist ein Bodenbrüter, der seine Nester bevorzugt auf Bergkuppen oberhalb der Baumgrenze anlegt. Dieses Brutverhalten war bereits zu Beginn des 20. Jahrhunderts bekannt. Personen der indigenen Bevölkerung aus der Brutregion hatten verschiedentlich gegenüber Ornithologen über dieses Brutverhalten berichtet, waren jedoch zunächst aus Skepsis gestoßen. Alle drei Arten legen jeweils nur ein Ei, das von beiden Elternvögel bebrütet wird.
Das Brutverhalten von Kamtschatka- und Marmelalk wurde erst im Verlauf der zweiten Hälfte des 20. Jahrhunderts bekannt. Beide Arten brüten bevorzugt auf alten mächtigen Bäumen. Ihr Nest befindet sich im oberen Bereich des jeweiligen Nistbaumes auf starken Ästen und ist weder vom Boden noch von der Luft aus zu entdecken.
Besonders gut untersucht ist das Brutverhalten des Marmelalkes, der in Nordamerika zum Symbolvogel für die Anstrengungen um den Erhalt ursprünglicher Wälder an den Küsten der Vereinigten Staaten wurde. Das Brutgebiet dieser Art ist gewöhnlich im Durchschnitt 16,8 Kilometer von der Küste entfernt. Extreme Niststandorte finden sich bis zu 40 Kilometer entfernt. Der typische Niststandort findet sich auf alten Bäumen, die mindestens 200 Jahre als sind. Typisch für die Wälder, in denen Marmelalken nisten, ist ein geringer Unterwuchs unter den hohen Bäumen, aber einem ausgeprägten Moos- und Epiphytenbewuchs. Die Wipfelhöhe der Bäume befindet sich durchschnittlich in etwa 64 Meter Höhe, die Größe der Wälder, in denen Marmelalke brüten, beträgt im Durchschnitt 206 Hektar. Das Nest befindet sich im oberen Bereich des Nistbaumes etwa einen Meter vom Baumstamm entfernt auf einem starken Baumast, der einer Nistplattform von etwa zwanzig mal dreißig Zentimeter Platz bietet. Das Nest ist mit Flechten und Moos gepolstert und ist auf Grund darüber hängender Äste von oben meistens nicht einsehbar. In Alaska sind auch bodenbrütende Marmelalke beobachtet worden. Brütende Marmelalke weisen jeweils zwei seitliche Brutflecken auf. Die Nestlinge schlüpfen nach einer Brutzeit von 27 bis 30 Tagen. Unmittelbar nach dem Schlupf wird der Nestling zwei Tage lang ununterbrochen gehudert. Die Elternvögeln füttern den Nestling mit kleinen Fisch, die sie meist einzeln quer im Schnabel herantragen. Die Nestlingszeit beträgt 27 bis 30 Tage, dann fliegt der Jungvogel gewöhnlich unbegleitet von den Elternvögeln allein zum Meer. Es ist bislang nicht bekannt, wie die Jungvögel den Weg zum Meer finden. Einige Jungvögel können das Meer kurz nachdem sie losfliegen sehen, andere müssen jedoch weite Strecken zurücklegen, bevor sie das Meer sichten. Möglicherweise merken sich Jungvögel die Flugrichtung der Elternvögel und orientieren sich daran.

## Bestand

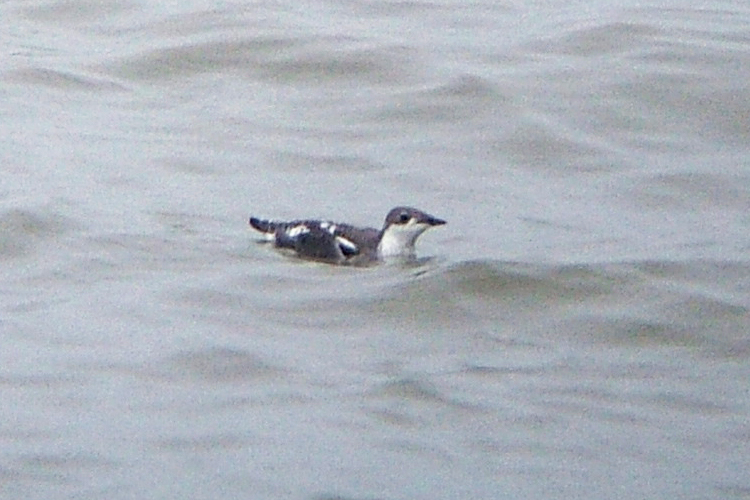
Kamtschatkamarmelalk, fotografiert am 14. November 2006 in Devon, UK

Alle drei Arten werden von der IUCN als gefährdet eingestuft Negativ wirken sich vor allem der Verlust von Brutgebieten durch abschmelzende Gletscher und die Meeresverschmutzung durch Schiffe und Ölförderanlagen aus. Bei der Havarie der Exxon Valdez kamen möglicherweise bis zu 10 Prozent des weltweiten Bestands um.
Für den Kamtschatkamarmelalk liegen keine genauen Bestandszahlen vor. Die IUCN geht davon aus, dass noch einige zehntausend Vögel dieser Art existieren: Während der Kamtschatkamarmelalk an der Küste von Hokkaidō ein seltener Vogel ist, ist er zahlreicher an den Küsten des Ochotskischen Meeres zu beobachten. Es gibt mehrere Regionen in Russland, wo die Art sogar als verhältnismäßig häufig gilt. Dazu zählt das Mündungsgebiet des Amur und die Kamtschatka-Halbinsel. In der Region von Sachalin ist die Art deutlich seltener. Ähnlich wie beim Marmelalk ist diese Art vor allem durch das Abholzen der alten Waldbestände bedroht, auf die beide Arten als Niststandorte angewiesen sind. Auch bei diesen beiden Arten stellt die Ölverschmutzung und das Ertrinken in Fischernetzen eine wesentliche Gefahr dar.

## Arten
Die folgenden drei rezenten Arten werden zur Gattung Brachyramphus gezählt:
- Marmelalk (Brachyramphus marmoratus)
- Kurzschnabelalk (Brachyramphus brevirostris)
- Kamtschatkamarmelalk (Brachyramphus perdix), gelegentlich auch als Langschnabelalk bezeichnet.

## Belege

### Einzelbelege
1. ↑  Hans-Günther Bauer, Einhard Bezzel und Wolfgang Fiedler (Hrsg.): Das Kompendium der Vögel Mitteleuropas: Alles über Biologie, Gefährdung und Schutz. Band 1: Nonpasseriformes – Nichtsperlingsvögel, Aula-Verlag Wiebelsheim, Wiesbaden 2005, ISBN 3-89104-647-2, S. 572
2. ↑  Gaston et al., S. 200
3. ↑   Gaston et al., S. 194
4. ↑   Gaston et al., S. 201
5. ↑   Gaston et al., S. 201
6. ↑   Gaston et al., S. 194
7. ↑  Hans-Günther Bauer, Einhard Bezzel und Wolfgang Fiedler (Hrsg.): Das Kompendium der Vögel Mitteleuropas: Alles über Biologie, Gefährdung und Schutz. Band 1: Nonpasseriformes – Nichtsperlingsvögel, Aula-Verlag Wiebelsheim, Wiesbaden 2005, ISBN 3-89104-647-2, S. 573
8. ↑  BBC News vom 11. November 2006, aufgerufen am 17. Oktober 2010
9. ↑  Gaston et al., S. 204
10. ↑   Gaston et al., S. 197
11. ↑   Gaston et al., S. 198
12. ↑   Gaston et al., S. 198
13. ↑   Gaston et al., S. 199
14. ↑  Factsheet Brachyramphus brevirostris auf BirdLife International
15. ↑   Gaston et al., S. 201
16. ↑  Factsheet Brachyramphus perdix auf BirdLife International